# Peperomia albovittata
Peperomia albovittata  es una especie fanerógama de uno de los dos grandes géneros de la familia de las piperáceas. Es originaria de Ecuador.

## Descripción
Es una hierba de hábitat terrestre que se encuentran en la vegetación andina (1500-2000 m).

## Distribución y hábitat
Es endémica del Ecuador, donde se le conoce solo desde que K. Lehman recogió una muestra en el siglo XIX a orillas del río Pilatón, cerca de San Florencio, provincia de Pichincha.